# Triancyra luzonica
Triancyra luzonica är en stekelart som beskrevs av Baltazar 1961. Triancyra luzonica ingår i släktet Triancyra och familjen brokparasitsteklar. Utöver nominatformen finns också underarten T. l. citeria.